# Domenico Cocoli
Domenico Cocoli (Bréscia, 12 de agosto de 1747 – 27 de novembro de 1812) foi um matemático e físico italiano, especialmente ativo em hidráulica. Foi um renomado físico na então República de Veneza, depois República Italiana (1802-1805).

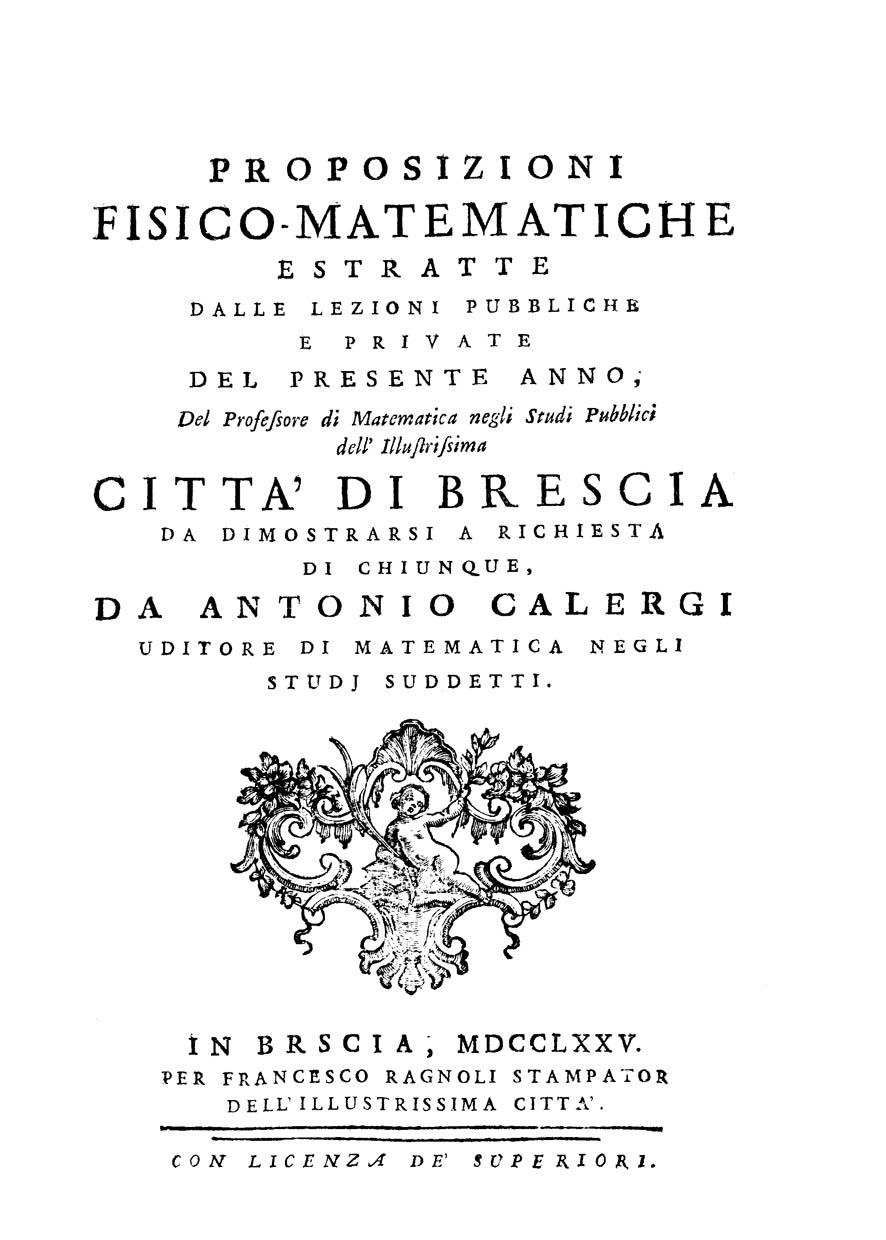
Proposizioni fisico-matematiche, 1775

## Biografia
Nascido em Bréscia em 1747, começou a estudar arquitetura e mais tarde recebeu uma pensão de um rico patrono para continuar seus estudos. Em 1774 foi professor de física e matemática. Em 1777 publicou sua obre Elementi di geometri e trigonometria.
Graças à fama do livro tornou-se consultor da República de Veneza, estando entre os cinco físicos que trataram do problema das enchentes do rio Brenta. Até 1797 desempenhou várias atribuições. Em 1802 foi nomeado membro do Collegio dei Dotti da República Italiana Napoleônica.

## Obras
- Proposizioni fisico-matematiche (em italiano). Brescia: Francesco Ragnoli. 1775
- Dissertazione sopra il quesito Stabilire la vera teoria delle acque uscenti da' fori aperti ne' vasi, e mostrare in quai circostanze possa ella applicarsi alle acque correnti negli alvei naturali (em italiano). Brescia: Pasini. 1783
- Elementi di geometria e trigonometria ad uso delle scuole pubbliche dell'illustrissima città di Brescia (em italiano). Brescia: Pasini. 1792